# كأس العالم للأندية 2013
كأس العالم للأندية 2013، هي النسخة العاشرة من بطولة كأس العالم للأندية المقدمة من تويوتا لأسباب الرعاية، والتي نظمها الاتحاد الدولي لكرة القدم،أقيمت في الفترة من 11 إلى 21 ديسمبر 2013، في المغرب، في مدينتي مراكش وأكادير. وهي أول نسخة للمسابقة تجرى في دولة أفريقية.
حضر في هذه بطولة أبطال القارات الستة، بالإضافة إلى الفائز بالدوري الوطني للبلد المنظم، حيث بات بايرن ميونيخ رابع فريق يتأهل للمشاركة في كأس العالم للأندية وهو أول فريق من ألمانيا يشارك في كأس العالم للأندية. وانضم إلى الفريق البافاري كل من نادي أوكلاند سيتي الفائز بدوري أبطال أوقيانوسيا ، أف سي مونتيري ممثل الكونكاكاف ، و نادي الرجاء البيضاوي ممثل المغرب الدولة المضيفة حيث يشارك الرجاء البيضاوي في هذه البطولة للمرة الثانية في تاريخه، بلإضافة إلى أتليتيكو مينيرو الفائز بكأس ليبرتادوريس ، ونادي غوانجو إفرغراند ممثل القارة الصفراء والفائز بدوري أبطال آسيا، والأهلي مصري الفائز في دوري أبطال أفريقيا.
أقيمت المباراة الافتتاحية بين الرجاء البيضاويvsأوكلاند أف سي على ملعب أغادير الكبير حيث إنتهت 1-2 لصالح الرجاء البيضاوي، في حين أقيمت المباراة النهائية في مراكش في 21 ديسمبر/كانون الأول حيث توج الفريق البافاري لأول مرة بالكأس بعد فوزه على الرجاء البيضاوي بنتيجة 2-0.

## اختيار الدولة المنظمة
في سنة 2011، أعلن الاتحاد الدولي لكرة القدم عن نية أربع دول في الترشح لإستضافة بطولتي 2013 و2014:
- إيران
- المغرب
- جنوب أفريقيا
- الإمارات العربية المتحدة

كان الملف المغربي الوحيد المقدم للفيفا في سبتمبر 2011، وقامت اللجنة التنفيذية بالاتحاد الدولي لكرة القدم بترسيم الاختيار النهائي للمغرب في ديسمبر 2011. ليكون بذلك أول دولة أفريقية تحتضن المسابقة، وثاني دولة عربية، بعد الإمارات التي احتضنت نسختي 2011 و2012.

## الفرق المتأهلة
| الفرق                                 | الاتحاد القاري              | التأهيل                                 | المشاركة                                 |
| يدخلون في الدور نصف النهائي           | يدخلون في الدور نصف النهائي | يدخلون في الدور نصف النهائي             | يدخلون في الدور نصف النهائي              |
| ------------------------------------- | --------------------------- | --------------------------------------- | ---------------------------------------- |
| أتليتيكو مينيرو                       | كونميبول                    | بطل كوبا ليبرتادوريس 2013               | الأولى                                   |
| بايرن ميونيخ                          | يويفا                       | بطل دوري أبطال أوروبا 2012–13           | الأولى                                   |
| يدخلون في الدور ربع النهائي           |                             |                                         |                                          |
| غوانجو إفرغراند                       | اي اف سي                    | بطل دوري أبطال آسيا 2013                | الأولى                                   |
| الأهلي                                | كاف                         | بطل دوري أبطال أفريقيا 2013             | الخامسة (السابق: 2005، 2006، 2008، 2012) |
| مونتيري                               | كونكاكاف                    | بطل دوري أبطال الكونكاكاف 2012–13       | الثالثة (السابق: 2011، 2012)             |
| يدخلون مباراة فاصلة للدور ربع النهائي |                             |                                         |                                          |
| أوكلاند سيتي                          | أو اف سي                    | بطل دوري أبطال أوقيانوسيا 2012–13       | الخامسة (السابق: 2006، 2009، 2011، 2012) |
| الرجاء الرياضي                        | كاف (المستضيف)              | بطل البطولة الاحترافية المغربية 2012–13 | الثانية (السابق: 2000)                   |

## الأماكن
أجريت مقابلات الدورة الثماني في مدينتي مراكش وأكادير، بمعدل أربع مقابلات في كل مدينة.
| مراكش                                       | أكادير                                      |
| ------------------------------------------- | ------------------------------------------- |
| ملعب مراكش                                  | ملعب أكادير                                 |
| 31°42′24″N 7°58′50″E / 31.70667°N 7.98056°E | 30°25′38″N 9°32′26″E / 30.42722°N 9.54056°E |
| سعة: 365 41                                 | سعة: 000 45                                 |
|                                             |                                             |

## التنظيم

### الشعار
تم الإعلان عن الشعار الرسمي للدورة في الدار البيضاء في 2 شتنبر 2013، وهو مستوحى من فسيفساء الزليج المغربي.

## القوائم
تكونت قائمة كل فريق مشارك من 23 لاعبا (ضمنهم ثلاثة حراس مرمى). في المجموع، كانت 31 دولة ممثلة ضمن القوائم السبع.

## التحكيم

### حكام المباريات
الحكام الذين عينوا لإدارة المباريات هم:
| الاتحاد القاري | الحكم                  | حكام مساعدون                                     |
| -------------- | ---------------------- | ------------------------------------------------ |
| اي اف سي       | علي البدواوي (أصيب)    | صالح المرزوقي (انسحب) محمد المهيري (انسحب)       |
| اي اف سي       | علي رضا فغاني          | حسن كامرانيفر رضا سخاندان                        |
| كاف            | باكاري غاساما          | أنغسوم أوغبامريم فليسيان كاباندا (أصيب)          |
| كاف            | نيانت أليوم (احتياطي)  | إفاريست منكواند (احتياطي) بيتر إديبي (احتياطي)   |
| كونكاكاف       | مارك جيجر              | شان مارك هرد جو فلتشر                            |
| كونميبول       | ساندرو ريتشي           | امرسون دي كارفاليو مارسيلو فان غاسه              |
| يويفا          | كارلوس بيلاسكو كاربايو | روبرتو ألونسو فرنانديز خوان كارلوس يوسته خيمينيز |

### تكنولوجيا خط المرمى
لثاني مرة في تاريخ المسابقة (بعد دورة اليابان)، ولثالث مرة (بعد كأس القارات 2013) اعتمدت تقنية خط المرمى للحسم في الأهداف الخلافية، التي يكون خلالها العبور الكامل للكرة لخط المرمى مشكوكا فيه. الشركة التي كلفت باستغلال هذه التقنية هي المقاولة الألمانية كول كونترول GoalControl GmbH.

### الرذاذ المتلاشي
بعد اختبار ناجح خلال كأس العالم تحت 20 سنة لكرة القدم 2013 وكأس العالم تحت 17 سنة لكرة القدم 2013، استخدم الرذاذ المتلاشي من قبل حكام البطولة لتحديد مكان وقوف حائط الدفاع قبل تسديد الضربات الحرة. البخاخ المعتمد من طرف الفيفا هو من ابتكار المقاولة الأرجنتينية 9.15 Fair Play Limit.

## المباريات
أجريت مباريات الدورة وفق نظام إقصائي بأوقات إضافية وركلات ترجيحية، في حالة انتهاء الأوقات الأصلية بالتعادل. تستثنى مباريتا الترتيب للصفين الخامس والثالث من اللجوء للوقت الإضافي، حيث ستحسمان مباشرة بركلات الترجيح في حالة التعادل. أجريت قرعة المسابقة في 9 أكتوبر 2013 في فندق المامونية بمراكش وأسفرت على النظام التالي:
- جولة تأهيلية بين بطل الدولة المستضيفة وبطل أوقيانوسيا، تؤهل لمنافسة بطل الكونكاكاف في ربع نهائي، يؤهل لمنافسة بطل كونميبول.
- ربع نهائي بين بطلي آسيا وأفريقيا، يؤهل لمواجهة بطل أوروبا في نصف النهائي.

### مباراة فاصلة للدور ربع النهائي
| الرجاء الرياضي                          | 1-2   | أوكلاند سيتي   |
| --------------------------------------- | ----- | -------------- |
| محسن ياجور 39' · عبد الإله الحافيظي 92' | تقرير | روي كريشنا 39' |

### ربع النهائي
| غوانجو إفرغراند                        | 2 - 0 | الأهلى |
| -------------------------------------- | ----- | ------ |
| إلكيسون 49' · داريو ليوناردو كونكا 67' | تقرير |        |

| الرجاء الرياضي                        | 1-2   | مونتيري                |
| ------------------------------------- | ----- | ---------------------- |
| شمس الدين الشطيبي 24' · كوكو غيهي 95' | تقرير | خوسي ماريا باسانتا 53' |

### نصف النهائي
| غوانجو إفرغراند | 3-0   | بايرن ميونيخ                                              |
| --------------- | ----- | --------------------------------------------------------- |
|                 | تقرير | فرانك ريبيري 40' · ماريو ماندجوكيتش 44' · ماريو غوتسه 47' |

| الرجاء الرياضي                                              | 3 - 1 | أتليتيكو مينيرو |
| ----------------------------------------------------------- | ----- | --------------- |
| محسن ياجور 51' · محسن متولي 84' (ركل.) · فياني مابيدي 90+4' | تقرير | رونالدينيو 63'  |

### مباراة المركز الخامس
| الأهلى       | 1 - 5 | مونتيري                                                                                                  |
| ------------ | ----- | --- |
| عماد متعب 8' | تقرير | نيري كاردوسو 3' · سيسار ديلغادو 22' · ليوباردو لوبيس 27' · أومبيرتو سواسو 45' (ركل.) · سيسار ديلغادو 65' |

### مباراة المركز الثالث
| غوانجو إفرغراند                                          | 2 - 3 | أتليتيكو مينيرو                                                  |
| -------------------------------------------------------- | ----- | ---------------------------------------------------------------- |
| لويز غيليرمي موريكي 9' · داريو ليوناردو كونكا 15' (ركل.) | تقرير | دييغو تارديلي 2' · رونالدينيو 45+1' · لوان مادسون دي بايفا 90+1' |

### نهائي
| بايرن ميونيخ                   | 2 - 0 | الرجاء الرياضي |
| ------------------------------ | ----- | -------------- |
| دانتي 7' · تياغو ألكانتارا 22' | تقرير |                |

## البطل
| بطل كأس العالم للأندية لكرة القدم 2013 |
| -------------------------------------- |
| بايرن ميونخ · ألمانيا                  |

| المركز الثاني            | المركز الثالث              | المركز الرابع          |
| ------------------------ | -------------------------- | ---------------------- |
| الرجاء البيضاوي · المغرب | أتليتيكو مينيرو · البرازيل | غوانجو إفرغران · الصين |

## النتائج النهائية

### الهدافون
| الرتبة | اللاعب               | الفريق          | الأهداف |
| ------ | -------------------- | --------------- | ------- |
| 1      | رونالدينيو           | أتليتيكو مينيرو | 2       |
| 1      | داريو ليوناردو كونكا | غوانجو إفرغراند | 2       |
| 1      | سيسار ديلغادو        | مونتيري         | 2       |
| 1      | محسن ياجور           | الرجاء الرياضي  | 2       |
| 5      | عماد متعب            | الأهلي          | 1       |
| 5      | دييغو تارديلي        | أتليتيكو مينيرو | 1       |
| 5      | لوان مادسون دي بايفا | أتليتيكو مينيرو | 1       |
| 5      | روي كريشنا           | أوكلاند سيتي    | 1       |
| 5      | دانتي                | بايرن ميونيخ    | 1       |
| 5      | ماريو غوتسه          | بايرن ميونيخ    | 1       |
| 5      | ماريو ماندجوكيتش     | بايرن ميونيخ    | 1       |
| 5      | فرانك ريبيري         | بايرن ميونيخ    | 1       |
| 5      | تياغو ألكانتارا      | بايرن ميونيخ    | 1       |
| 5      | إلكيسون              | غوانجو إفرغراند | 1       |
| 5      | لويز غيليرمي موريكي  | غوانجو إفرغراند | 1       |
| 5      | خوسي ماريا باسانتا   | مونتيري         | 1       |
| 5      | نيري كاردوسو         | مونتيري         | 1       |
| 5      | ليوباردو لوبيث       | مونتيري         | 1       |
| 5      | أومبيرتو سواسو       | مونتيري         | 1       |
| 5      | شمس الدين الشطيبي    | الرجاء الرياضي  | 1       |
| 5      | كوكو غيهي            | الرجاء الرياضي  | 1       |
| 5      | عبد الإله الحافيظي   | الرجاء الرياضي  | 1       |
| 5      | فياني مابيدي         | الرجاء الرياضي  | 1       |
| 5      | محسن متولي           | الرجاء الرياضي  | 1       |

### الترتيب النهائي
| رتبة | فريق            | اتحاد    | ل | ف | ت | خ | له | عليه | فرق |
| ---- | --------------- | -------- | - | - | - | - | -- | ---- | --- |
| 1    | بايرن ميونيخ    | يويفا    | 2 | 2 | 0 | 0 | 5  | 0    | +5  |
| 2    | الرجاء الرياضي  | كاف      | 4 | 3 | 0 | 1 | 7  | 5    | +2  |
| 3    | أتليتيكو مينيرو | كونميبول | 2 | 1 | 0 | 1 | 4  | 5    | −1  |
| 4    | غوانجو إفرغراند | إي إف سي | 3 | 1 | 0 | 2 | 4  | 6    | −2  |
| 5    | مونتيري         | كونكاكاف | 2 | 1 | 0 | 1 | 6  | 3    | +3  |
| 6    | الأهلي          | كاف      | 2 | 0 | 0 | 2 | 1  | 7    | −6  |
| 7    | أوكلاند سيتي    | أو إف سي | 1 | 0 | 0 | 1 | 1  | 2    | −1  |

### جوائز تشريفية
| الكرة الذهبية               | الكرة الفضية             | الكرة البرونزية             |
| --------------------------- | ------------------------ | --------------------------- |
| فرانك ريبيري (بايرن ميونيخ) | فيليب لام (بايرن ميونيخ) | محسن ياجور (الرجاء الرياضي) |

| جائزة اللعب النظيف | بايرن ميونيخ |

## وصلات خارجية
- الموقع الرسمي
- الدليل الإحصائي للدورة من موقع الفيفا